# 重家俊範
重家 俊範（しげいえ としのり、1945年6月3日 - ）は、日本の外交官。中東アフリカ局長や、在大韓民国特命全権大使等を歴任した。

## 人物
広島県現：東広島市出身。修道中学校・高等学校を経て、1969年に一橋大学経済学部を卒業。大学では国際部で英語劇を行った。板垣與一ゼミ出身。ゼミの同期に辻本甫（駐UAE大使）、小野正昭（駐メキシコ大使）、1年先輩に岡本行夫（内閣総理大臣補佐官）、1年後輩に岡本毅（東京ガス社長、日本経団連副会長）などがいた。1969年外務省入省。同期入省には谷内正太郎（外務事務次官）、田中均（外務審議官）、藤崎一郎（駐米大使）、飯村豊（駐フランス大使）、宮本雄二（駐中国大使）、天木直人（駐レバノン大使等）がいる。温和で紳士的な人柄と評される
。
いわゆるアメリカン・スクール出身で、その後も北米局安全保障課長、米ハーバード大学国際問題研究所フェロー、国際連合日本代表部公使、在アメリカ合衆国大使館特命全権公使等を歴任し、アメリカ合衆国行政府内の人物との関係を築いた。その後2006年には沖縄担当特命全権大使に就任し、在日米軍再編問題に取り組み、在日米軍普天間飛行場のヘリコプター飛行経路の再検討の日米合意等を実現した。2007年に駐韓大使に就任する以前のアジア勤務は書記官としてマレーシアでのものが唯一だった。
2001年イスラエル政府のエルサレムでのテロに対する報復措置について、中東アフリカ局長としてリオール在京イスラエル大使に対し、「かかる措置は、イスラエル・パレスチナ両当事者の間の憎しみの悪循環を断ち切るのに何ら資することはなく、わが国として懸念を表明せざるを得ない。かかる措置が早急に解除されることを期待する。」との申し入れをした。
2002年3月、アフガニスタン復興支援会議への非政府組織 (NGO) 参加拒否問題などを理由に小町恭士（外務省大臣官房長）とともに中東アフリカ局長を更迭され官房付となる。
官房付の間は他の職員たちと机を並べさせるわけにもいかず審議官室が使用され、同室は「重家さんの部屋」と呼ばれていた。同時期に更迭され官房付になっていた野上義二（元事務次官）も北米局の倉庫を改造した個室、小町恭士（元官房長）は官房の会議室を改造した個室をそれぞれ使用していた。
その後、2002年5月13日日本国際問題研究所に主任研究員として出向。局長以上の経験者がこのポストに就くのは初めてで、事実上の降格人事とみられたが、翌2003年からは在南アフリカ共和国特命全権大使。
2007年には在大韓民国特命全権大使に就任。
2007年12月20日に新しく大韓民国の大統領に就任した李明博とハンナラ党本部で会談し、福田康夫（内閣総理大臣）、高村正彦（外務大臣）からの祝賀メッセージを伝えた。これに対し李（大統領）は新しい両国関係の構築や北朝鮮問題での協力強化について述べた。
2008年に、日本が中学校社会科の学習指導要領解説に「我が国と韓国の間に竹島をめぐって主張に相違があることなどにも触れ」と、初めて竹島に関する文言を導入したことを受け、柳明桓（外交通商部長官）から外交部庁舎に呼び出され、抗議を受けた。
2010年7月7日、駐韓国大使退任直前にソウル市で行われた講演中、突如駆け寄ってきた「独島奪還」を主張する50歳の韓国人の男金基宗（キム・ギジョン、ko:김기종）から、直径10センチ大のセメント彫刻2つを投げつけられた。重家はとっさに演壇に身を隠すなどしてかわしたものの、同席していた一等書記官の女性が直撃を受け、手を負傷して病院に搬送された。事件後に柳明桓外交通商部長官から謝罪の電話を受けた。当局に拘束されたのちも「あいつを殺せ」などと叫んで暴れた男は、同年8月30日、ソウル中央地方裁判所にて求刑懲役4年に対し懲役2年、執行猶予3年の有罪判決を受けている。なお、この男は、2015年3月にもマーク・リッパート駐韓米国大使をナイフで襲撃し、顔や左手首を切りつけて大ケガを負わせるテロ事件（リッパート駐韓大使襲撃事件）を起こした。

## 略歴
- 1945年 - 広島県生まれ
- 1965年 - 修道高等学校卒業（17回）
- 1969年 - 一橋大学経済学部卒業、外務省入省
- 二年間の英語研修(米国)を経て、本省ではアメリカ局北米第二課、条約局国際協定課に勤務。在外では米国、マレーシア、イギリスで大使館勤務[10]。
- 1984年 - 外務省欧亜局大洋州課長
- 1986年 - 後藤田正晴内閣官房長官秘書官
- 1987年 - 小渕恵三内閣官房長官秘書官
- 1988年 - 外務省北米局安全保障課長
- 1990年 - ハーバード大学国際問題研究所 (CFIA) フェロー（在アメリカ合衆国日本大使館参事官）
- 1991年 - 国際連合日本政府代表部参事官
- 1992年 - 国際連合日本政府代表部公使
- 1993年 - 外務省大臣官房外務参事官（中近東アフリカ局担当）
- 1995年 - 外務省大臣官房審議官（中近東アフリカ局担当）
- 1995年 - 外務省大臣官房審議官（経済局担当）
- 1997年 - 在アメリカ合衆国日本国大使館公使
- 2000年 - 在アメリカ合衆国特命全権公使
- 2001年 - 外務省中東アフリカ局長
- 2002年 - 日本国際問題研究所主任研究員（所長代理）
- 2003年 - 在南アフリカ共和国兼ボツワナ兼レソト兼ナミビア兼スワジランド特命全権大使
- 2006年 - 特命全権大使沖縄担当
- 2007年9月 - 大韓民国駐箚特命全権大使
- 2010年8月 - 退官
- 2011年4月 - 同志社大学法学部客員教授
- 2012年 - 特定非営利活動法人日中産学官交流機構副理事長、東レ顧問
- 2015年5月 - 一般社団法人霞関会理事長
- 2020年4月 - 瑞宝重光章受章[11]

## 論文
- 「大使のおすすめ 日本でも買える「南ア・ワイン」」（外交. 21(2)（通号 120）、2006年Win.）
- 「現下の中東情勢と米国同時多発テロ」（世界経済評論. 45(12)（通号 556）、2001年12月）
- 「APECフィリピン会議の成果と日本〔含 質疑応答〕」（世界経済評論. 41(2)、1997年2月）
- 「<座談会>自由化へ向けて動き出したAPEC（特集 APECフィリピン会合の成果）」（日下一正、近藤剛他と共著） 時の動き. 41(1)、1997年1月）
- 「論苑--最近の日本を取りまく外交・経済問題--世界貿易機構(WTO)の動向」（日本貿易会月報（通号 519）、1996年10月）